# حمام قدیمی خان بیگ
حمام قدیمی خان بیگ مربوط به اواخر دوره قاجار -اوایل دوره پهلوی است و در بخش مرکزی شهرستان چایپاره،  روستای چورس واقع شده و این اثر در تاریخ ۷ مهر ۱۳۸۱ با شمارهٔ ثبت ۶۲۳۴ به‌عنوان یکی از آثار ملی ایران به ثبت رسیده است.